# كارمن إجوغو
كارمن إجوغو (بالإنجليزية: Carmen Ejogo) هي مغنية وممثلة بريطانية، ولدت في 22 أكتوبر 1974 بلندن في المملكة المتحدة.

## أعمال

### أفلام
- (1997) مترو[6]
- (2007) الشجاع[7]
- (2008) العزة والمجد[8]
- (2014)  فوضى[9][10]
- (2016) وحوش مذهلة وأين تجدها[11]
- (2017)  كوفينانت[12][13]
- (2017) رومان جي إسرائيل
- (2020) رحلة سفر الدكتور دوليتل

## وصلات خارجية
- كارمين إجوجو على موقع IMDb (الإنجليزية)
- كارمين إجوجو على موقع روتن توميتوز (الإنجليزية)
- كارمين إجوجو على موقع ألو سيني (الفرنسية)
- كارمين إجوجو على موقع ميوزك برينز (الإنجليزية)
- كارمين إجوجو على موقع قاعدة بيانات الأفلام السويدية (السويدية)
- كارمين إجوجو على موقع ديسكوغز (الإنجليزية)
- كارمين إجوجو على موقع قاعدة بيانات الفيلم (الإنجليزية)